# Операция Бутана против ассамского сопротивления
Операция Бутана против ассамского сопротивления (All Clear) — военная операция, предпринятая правительственными войсками Бутана 15 декабря 2003 года против базировавшихся в Бутане вооружённых отрядов ассамских мятежников, закончившаяся выдворением мятежников с территории Бутана обратно в Индию.
Ассамских сепаратистов представляли организации Объединённый фронт освобождения Ассама (ULFA), Национально-демократический фронт Бодоланда (NDFB) и Организация освобождения Камтапура (KLO).

## Предыстория конфликта
Ассамские мятежники стали укрываться на территории Бутана с 1991 года, пользуясь труднопроходимостью джунглей и отсутствием хороших троп. По непроверенным комментариям аналитиков, мятежники были допущены правительством Бутана для оказания давления на враждебно настроенный контингент непальского населения, занимающего южные территории, с целью вынудить их покинуть Бутан. Однако в 1992 году количество вооружённых ассамских мятежников на территории Бутана резко увеличилось, и к ним предъявлялись многочисленные обвинения в убийствах, грабежах и захвате заложников.
Правительство Бутана неоднократно пыталось разрешить проблему мирными средствами, предлагая переговоры и даже денежные вознаграждения, но безуспешно. При этом Индия увеличивала давление на Бутан, угрожая жёсткими экономическими санкциями или военными операциями.
Начало операции было назначено через неделю после основания в Ассаме нового автономного округа Бодоланд в результате соглашения индийского и ассамского правительства с Тиграми Освобождения Бодоланда. Бодоланд был образован на территории, непосредственно прилегающей к бутанской границе, и непримиримые организации ассамского сопротивления, основавшиеся в Бутане, лишились поддержки в Ассаме.

## Подготовка к операции
Четвёртый король Бутана Джигме Сингье Вангчук оценил ситуацию как серьёзную угрозу независимости страны, и временно отошёл от управления с целью поиска разрешения проблемы. Одевшись в форму обычного солдата, он провёл детальное исследование территорий, в которых расположились мятежники, будучи неузнанным, обошёл тропы, обозначил проходы и составил план военной операции, которая держалась в строгом секрете.
В целом подготовка к операции заняла шесть лет.
Ассамские мятежники вели уже двадцатилетний военный конфликт, и представляли собой значительную силу по сравнению с малоопытной бутанской правительственной армией, и прямое столкновение могло окончиться тяжёлым поражением. Поэтому главный упор был сделан на внезапность.
Под предлогом строительства храмов и хозяйственных построек, на прилегающую территорию постепенно доставлялось оружие.

## Осуществление операции
Разрабатывался подробнейший план одновременного удара по всем лагерям с различных точек. Так как в практике индийской армии было вести атаку в 1 час ночи, для внезапности было выбрано время 9 утра, когда дежурившие мятежники были наименее подготовлены к атаке. В назначенный день все монастыри Бутана вели молебны. 
Основная операция была проведена 15 декабря 2003 года, закончилась в 24 часа, все мятежники были выдворены с территории Бутана. Успех операции позволил разрешить политический конфликт с Индией, отвести от Бутана возможные санкции и военное вторжение индийской армии и укрепить независимость страны.
Король лично участвовал в бою и отказывался от защиты охранников, настолько велика была уверенность в быстрой победе. Из Оксфорда прилетел принц Джигъел Угъен Вангчук, чтобы участвовать в ополчении.
К 27 декабря 2003 года были заняты все 30 военных лагерей противника.
Было конфисковано более 500 автоматов АК 47/56 и 328 единиц другого вооружения, включая устройства для запуска ракет. В штаб-квартире ULFA обнаружилась также противовоздушная установка. К 3 января 2004 года все 30 военных лагерей (ULFA-14, NDFB-11, KLO-5) и 35 наблюдательных пунктов были ликвидированы, а вооружённые группировки расформированы. Было убито 485 боевиков ULFA, NDFB и KLO, захваченные в плен гражданские лица высланы в распоряжение властей Ассама. Королевская бутанская армия потеряла 11 солдат убитыми и 35 ранеными.

## Память
На перевале Дочу-ла, расположенном на высоте 3116 м на шоссе от Тхимпху до Вангди-Пходранга установлено 108 чортенов в ознаменование выдворения из страны боевиков Ассамского сопротивления.